# Fabio Taborre
Fabio Taborre, född 5 juni 1985 i Pescara i Abruzzo, död 12 september 2021 i Pescara, var en italiensk tävlingscyklist som tävlade för Acqua & Sapone.
Taborre vann Gran Premio Città di Camaiore och Memorial Marco Pantani under säsongen 2011. Under säsongen startade Taborre sin första Grand Tour, där han slutade på 98:e plats i Giro d'Italia 11.

## Meriter
2008
1:a Trofeo Salvatore Morucci
2009
9:a Memorial Marco Pantani
2:a Giro della Provincia di Reggio Calabria
2010
9:a Coppa Città di Stresa
2011
4:a Trofeo Laigueglia
4:a Trofeo Matteotti
1:a Gran Premio Città di Camaiore
1:a Memorial Marco Pantani
6:a Gran Premio Bruno Beghelli